# Friedrich al III-lea, Elector de Saxonia
Friedrich al III-lea (n. 17 ianuarie 1463, Torgau, Saxonia, Germania – d. 5 mai 1525, Annaburg, Saxonia-Anhalt, Germania), cunoscut drept Frederic cel Înțelept (în germană Friedrich der Weise), a fost principe elector de Saxonia din 1486 până la moartea sa. Friedrich este faimos pentru că a fost cel mai puternic susținător timpuriu al lui Martin Luther, al luteranismului și al reformei protestante. Concomitent vărul său, Georg cel Bărbos, conducătorul liniei albertine a Casei de Wettin, cu reședința la Dresda, a fost un adversar al luteranismului.

## Biografie
Născut la Torgau, el și-a succedat tatăl ca principe elector în 1486. În 1502 a fondat Universitatea din Wittenberg, unde au învățat Martin Luther și Philipp Melanchthon.
Frederic s-a numărat între principii care au susținut nevoia de reformă în fața împăratului Maximilian I, iar în 1500 a devenit președinte al consiliului nou format de regență (Reichsregiment).
Frederic a murit celibatar la un castel de vânătoare în apropiere de Annaburg (la 30 km sud de Wittenberg), în 1525 și a fost înmormântat la Schlosskirche din Wittenberg. A fost succedat ca principe elector de Saxonia de fratele său, Ducele Johann cel Dârz.